# Lissochlora purpureotincta
Lissochlora purpureotincta är en fjärilsart som beskrevs av W. Warren 1900. Lissochlora purpureotincta ingår i släktet Lissochlora och familjen mätare. Inga underarter finns listade i Catalogue of Life.